# Lijst van GR-paden in België

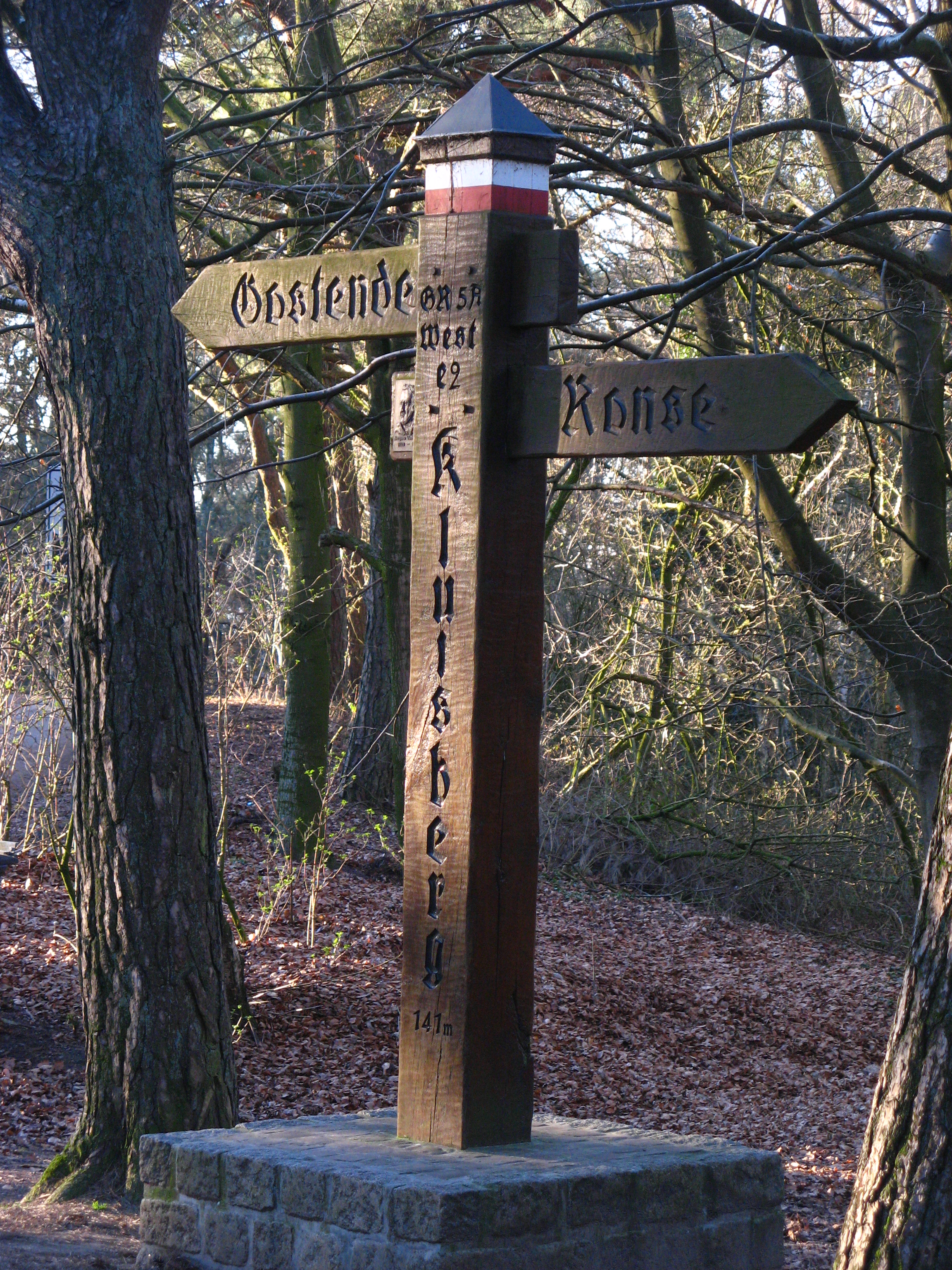
wegwijzer GR 5A

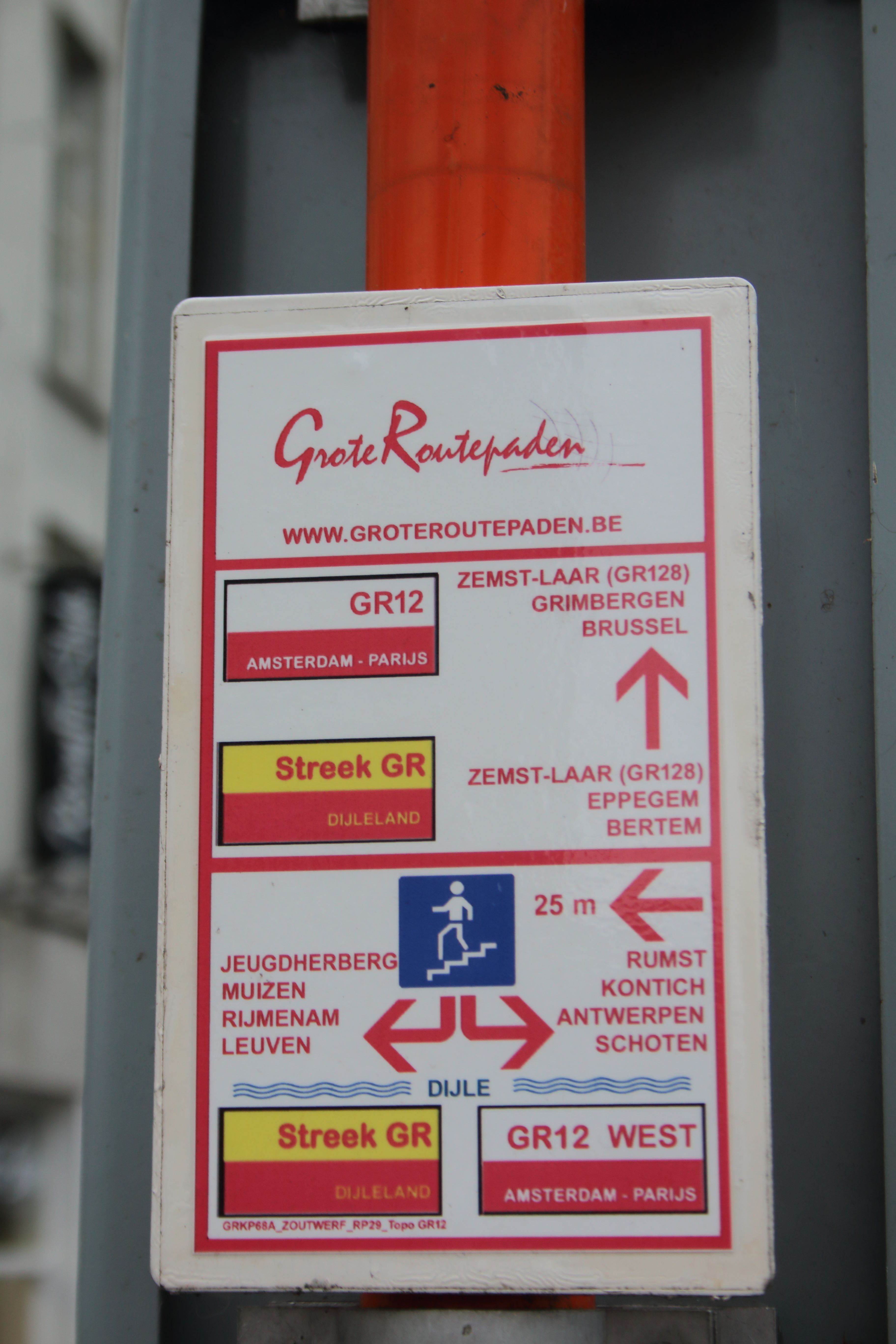
GR-wegwijzer in Mechelen

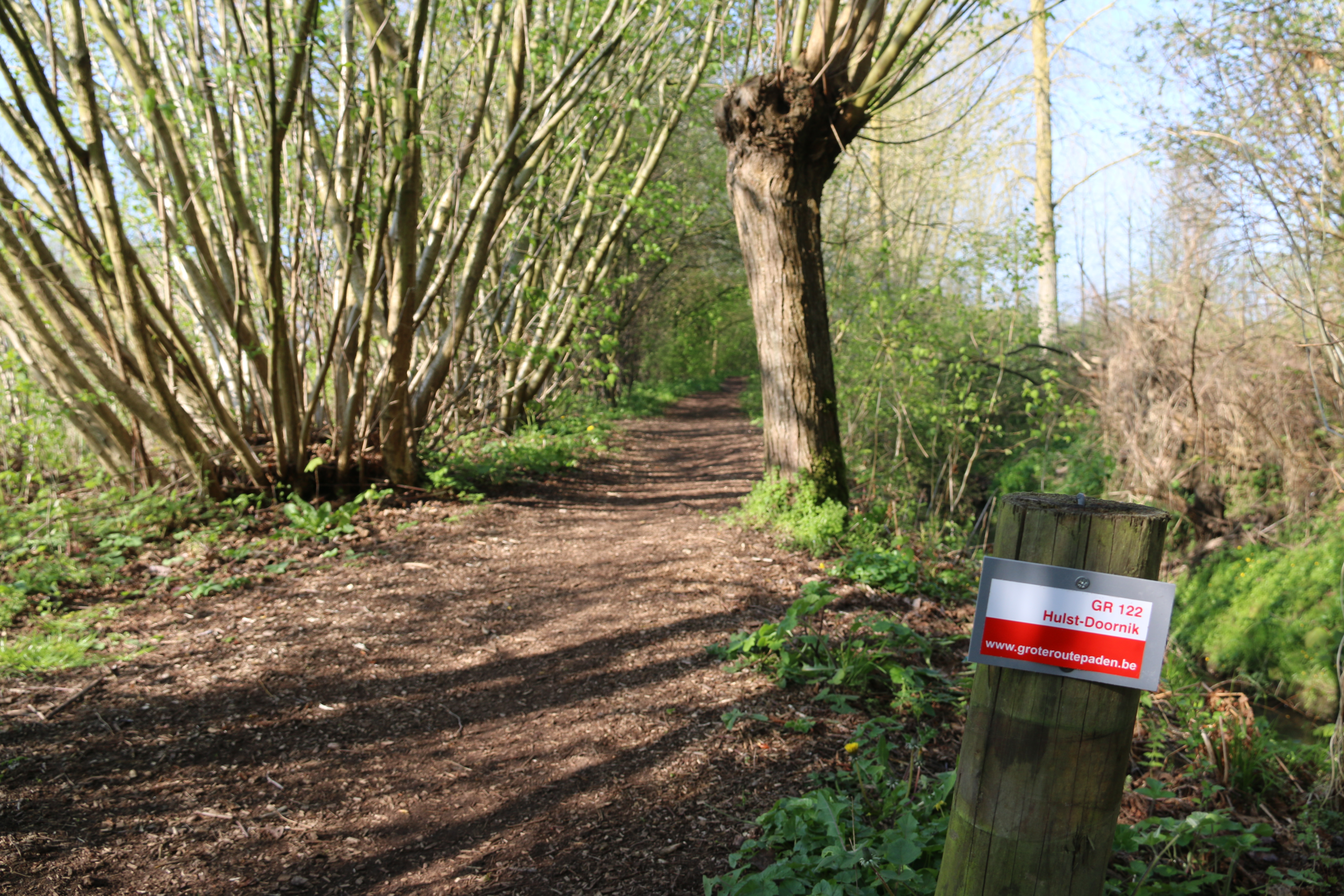
De GR122 op het Jan de Lichtepad in Zottegem

Dit is een lijst van GR-paden in België. GR-paden of Grote Routepaden zijn langeafstandswandelpaden.
- GR 5 Noordzee-Rivièra - 296 km
Bergen op Zoom - Essen - Westerlo - Diest - Hasselt - Genk - Lanaken (Maastricht) - Wezet (Visé) - Blegny (Luik) - Olne - Fraipont - Banneux - La Reid - Spa - Stavelot - Vielsalm - Burg-Reuland - Ouren - Vianden - Gilsdorf (Diekirch)
- GR 5A Wandelronde van Vlaanderen - 567 km
Oostende - Nieuwpoort - De Panne - Roesbrugge - Kemmel - Menen - Ronse - Geraardsbergen - Aalst - Temse - Antwerpen - Hulst - Sas van Gent - Strobrugge (Maldegem) - Damse Vaart (Sluis) - Damme - Brugge - De Haan - Oostende
- GR 12 Parijs-Brussel-Amsterdam - 985 km, waarvan 388,2 km in België.
Parijs - Montcornet - Rocroi - Moulin-Manteau - Olloy-sur-Viroin - Dourbes - Walcourt - Ronquières - Kasteelbrakel (Braine-le-Château) - Beersel - Ukkel - Brussel - Grimbergen - Mechelen - Lier - Deurne - Bergen op Zoom - over Floris V-pad - Muiden - over Zuiderzeepad - Amsterdam
- GR 14 Brie - Champagne - Westelijke Ardennen - 800 km, waarvan 200 km in België
Parijs - Bouillon - La Roche - Lierneux - Trois-Ponts - Malmedy
- GR 15 Oostelijke Ardennen - 220 km
Monschau - Eupen - Spa - Remouchamps - Aywaille - Manhay - Houffalize - Bastenaken - Martelange - Aarlen
- GR 16 Semois - 202 km
Aarlen - Florenville - Mortehan - Bouillon - Vresse - Sorendal - Monthermé
- GR 17 Lesse en Lomme - 161 km
- GR 56 Oostkantons - 162 km (+ 62 km variantes)
Sankt Vith - Malmedy - Monschau - Burg-Reuland - Sankt Vith
- GR 57 Ourthe - 278,9 km, waarvan 207,5 km in België
Blegny (aansl. GR 5) - Luik - Trois-Ponts - Houffalize - Gouvy - Diekirch
- GR 121 Luik - Waver-Boulogne-sur-Mer - 
Luik - Waver (Wavre) - Bousval - Ronquières - 's-Gravenbrakel (Braine-le-Comte) - Virginal  - Aat (Ath) - Belœil - Bon-Secours - Pecquencourt - Atrecht (Arras) - Frévent - Montreuil - Équihen-Plage - Boulogne-sur-Mer
- GR 122 Zeeland/Champagne-Ardenne
Son - Wassigny - Landrecies - Le Quesnoy - Quiévrain - Bonsecours - Doornik - Mont-de-l'Enclus - Ronse - Zottegem - Laarne - Moerbeke - Hulst
- GR 126 Mariekerke - Brussel - Semois - 224 km.
Mariekerke - Brussel - Namen - Dinant - Houyet - Membre
- GR 128 Vlaanderenroute: Wissant-Aken - 643 km.
Wissant - Escalles (Cap Blanc-Nez) - Waten (Watten) - Kassel - Kemmel - Zonnebeke - Rumbeke (Roeselare) - Deinze - Gent - Laarne - Dendermonde - Aalst - Mollem - Wolvertem - Humbeek - Leuven - Hoegaarden - Hélécine (Opheylissem-Neerheylissem) - Zoutleeuw - Sint-Truiden - Tongeren - Vroenhoven - Maastricht - Eijsden - Sint-Martens-Voeren - Teuven - Drielandenpunt - Aken
- GR 129 Dwars door België - 572 km.
Brugge - Ronse - Dinant - Aarlen (Arlon)
- GR 130 GR IJzer - van bron tot monding - 104 km.
Buisscheure - Roesbrugge - Diksmuide - Nieuwpoort
- GR 131 Brugse Ommeland - Ieperboog - 145 km.
Damme - Maldegem - Torhout - Diksmuide - Ieper
- GR 412 Sentier des Terrils - 279,3 km.
Bernissart - Blegny
- GR 512 Vlaams-Brabant - 175 km
Diest - Huldenberg - Brussel - Geraardsbergen
- GR 561 Kempen - Maaspad - 224 km
Diest - Geel - Balen - Lommel - Valkenswaard - Hamont - Bree (stad) - Eisden - Pietersheim - Lanaken - Vroenhoven - Maastricht
- GR 564 De Loonse Route - 164 km.
Lommel - Hechtel - Sonnis - Bokrijk - Albertkanaal (Hasselt) - Diepenbeek - Borgloon - Gelinden - Landen - Hannut (Hannuit) - Avennes - Hoei
- GR 565  - Renier Sniederspad - 120 km.
Deurne (Antwerpen) - Halle - Zoersel - Wechelderzande - Vosselaar - Turnhout - Kasterlee - Retie - Postel - Bladel
- Sentier des Abbayes Trappistes de Wallonie (SAT)
- Grand Tour des Plus Beaux Villages de Wallonie (GTPBVW)

## Streek-GR / GRP
- Streek-GR Vlaamse Ardennen
- Streek-GR Uilenspiegel
- Streek-GR Waas- en Reynaertland
- Streek-GR Groene Gordel
- Streek-GR Hageland
- Streek-GR Dijleland
- Streek-GR Kust
- Streek-GR Heuvelland
- Streek-GR Kempen
- Streek-GR Haspengouw
- Stads-GR Antwerpen
- GRP123 Tour de la Wallonie picarde
- GRP125 Tour de l'Entre-Sambre-et-Meuse
- GRP127 Tour du Brabant wallon
- GRP151 Tour du Luxembourg belge
- GRP161 Tour du Pays de Bouillon
- GRP563 Tour du Pays de Herve

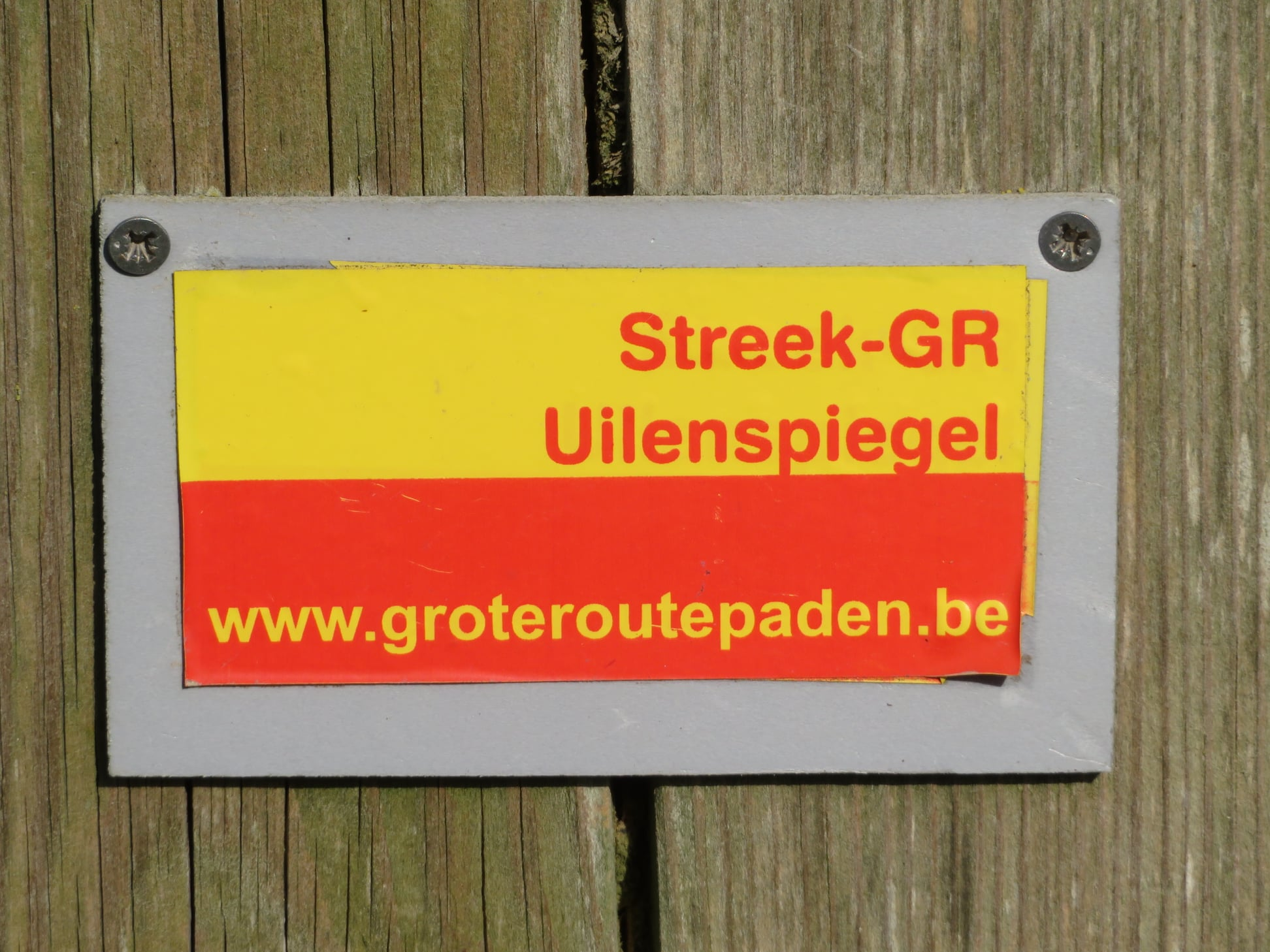

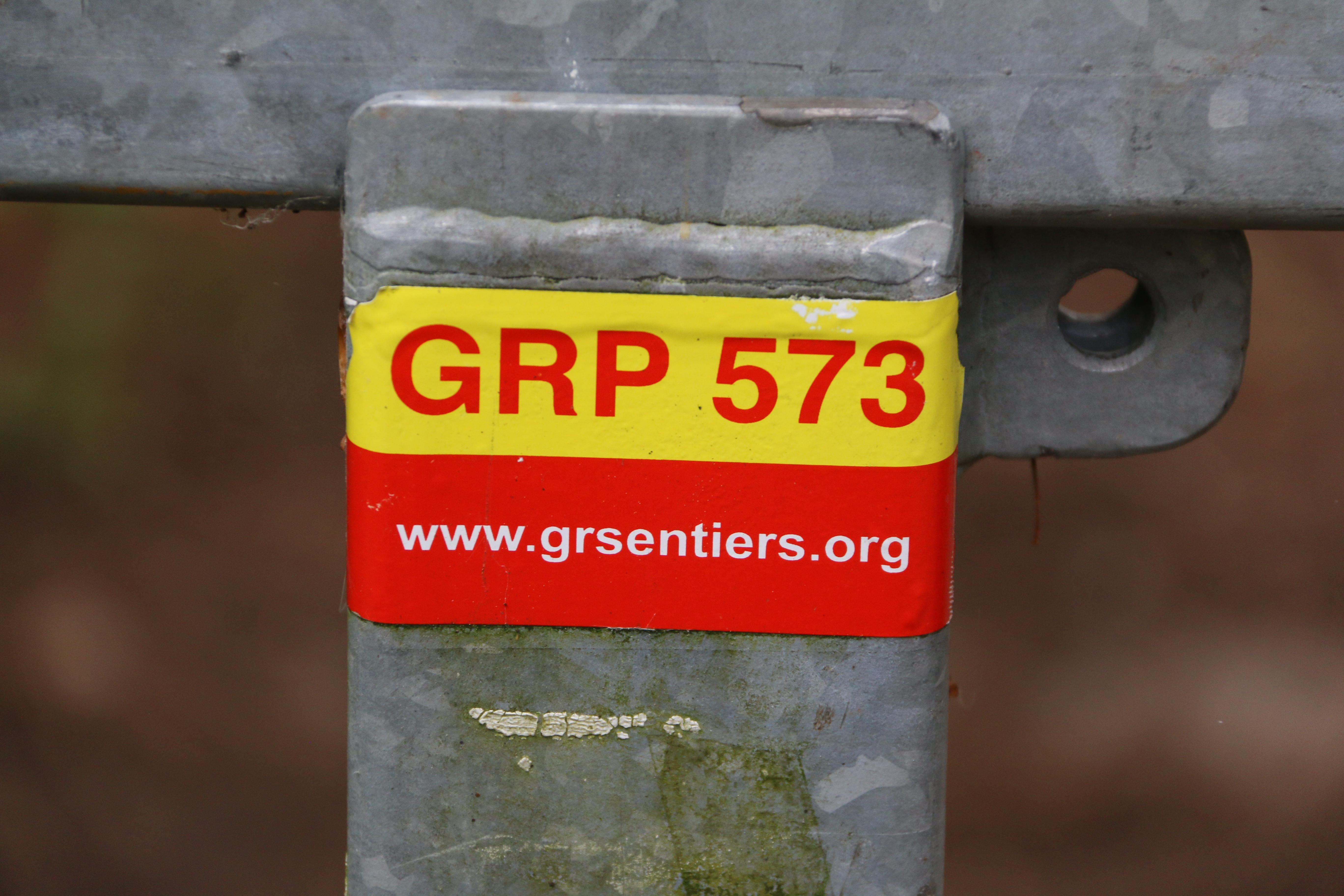

- GRP571 Tour des Vallées des Légendes
- GRP573 Tour de la Vallée de la Vesdre et des Hautes Fagnes
- GRP575 Tour du Condroz
- GRP577 Tour de la Famenne